# Ебру Дестан
Ебру Дестан (тур. Ebru Destan) — турецька співачка, акторка й модель.
Ебру — одна з найвідоміших подіумних моделей Туреччини. 2005 року вона стала співачкою та досягла певних успіхів на батьківщині. Окрім того, вона знялась у кількох фільмах та брала участь у реаліті-шоу.

## Дискографія
- Sözümü Yemedim (2005)
- Ayrılık Soğuk İklim (2007)
- 3 Vakte Kadar (2008)